# Saumont
Saumont é uma comuna francesa na região administrativa da Nova Aquitânia, no departamento Lot-et-Garonne. Estende-se por uma área de 6,76 km². Em 2010 a comuna tinha 265 habitantes (densidade: 39,2 hab./km²).